# Всё по-взрослому
«Всё по-взрослому» (фин. Lapsia ja aikuisia - Kuinka niitä tehdään?, букв. «Дети и взрослые — как они сделаны?», английский вариант названия — «Producing Adults») — финская мелодрама 2004 года режиссёра Алекси Салменперя.

## Сюжет
Венла и Антеро живут вместе уже много лет. Антеро — конькобежец, принимает участие в соревнованиях. Считая, что их отношения пора узаконить, он делает Венле предложение. Она соглашается и мечтает о ребёнке. Но она не знает, что дети совсем не входят в планы Антеро. Он думает, что они усложнят их жизнь и испортят отношения. Тайно от Венлы он принимает противозачаточные.
Венла трудится в одной из больниц психологом. Их центр занимается искусственным оплодотворением. Как раз в это время идут споры, разрешать ли пользоваться донорской спермой женским парам. Коллега Венлы, Сату, горячо поддерживает эту идею, хотя остальные врачи против этого. Венла сближается с Сату.
Когда Венла узнает о обмане Антеро, она поражена. Без детей она не представляет своей жизни. Сату предлагает ей взять сперму из клиники. Их тайный план обнаруживает главный врач. Посчитав, что они лесбийская пара, он с пониманием относится к их поступку, но подруги не успели провести оплодотворение. Отчуждение от Антеро и взаимопонимание с Сату беспокоят Венлу. Она чувствует влечение к подруге. В один из вечеров её чувства находят выход.
Антеро тайно делает операцию по стерилизации. Ничего не зная, но ощущая беспокойство, Венла принимает попытку восстановить их отношения. Они посещают группу психологической поддержки, Венла отстраняется от Сату. Но чем дальше, тем сильнее она понимает, кто по настоящему ей близок и с кем она может быть счастлива.

## Актёрский состав
| В ролях             |  | Персонаж |
| ------------------- |  | -------- |
| Минна Хаапкюля      |  | Венла    |
| Минтту Мустакаллио  |  | Сату     |
| Кари-Пекка Тойвонен |  | Антеро   |
| Томми Эронен        |  | Ронко    |
| Пекка Странг        |  | Миро     |
| Дик Идман           |  | Клаес    |

## Награды
Фильм получил следующие награды:
| Награды                                                | Награды | Награды        | Награды                      | Награды           |
| ------------------------------------------------------ | ------- | -------------- | ---------------------------- | ----------------- |
| Фестиваль / Премия                                     | Год     | Награда        | Категория                    | Победитель        |
| Премия Юсси                                            | 2005    | Jussi          | Лучшая актриса второго плана | Минтту Мустакальо |
| Международный кинофестиваль в Стокгольме               | 2004    | FIPRESCI Prize |                              | Алекси Салменперя |
| Verzaubert — International Gay & Lesbian Film Festival | 2004    | Лучший фильм   |                              | Алекси Салменперя |